# Charles de Ferriol
Markiz Charles de Ferriol (ur. 1652, zm. 26 października 1722) – francuski dyplomata. Od 1699 roku był francuskim ambasadorem w Turcji. W wyprawie w 1699 roku towarzyszył mu malarz holenderski Jean-Baptiste van Mour (1671–1737), który na zamówienie markiza wykonał wiele rysunków tametejszych ludzi, ich strojów i zwyczajów. Sułtan Ahmed III darzył sympatią ich obu. Charles de Ferriol pozostał ambasaorem w Turcji do roku 1711. Jego bratankiem był Charles-Augustin de Ferriol d’Argental.